# کتاب‌شناسی آنتون چخوف
این مقاله فهرستی از نوشته‌های آنتون پاولوویچ چخوف (به روسی: Анто́н Па́влович Че́хов) ‏ (۲۹ ژانویه، ۱۸۶۰ - ۱۵ ژوئیه، ۱۹۰۴) را در بر می‌گیرد. بسیاری از کارهای چخوف را مترجمان ایرانی به فارسی درآورده‌اند. در این کتاب‌نامه آثاری که دربارهٔ چخوف به زبان فارسی منتشر شده نیز آمده‌است.

## به فارسی
مجموعه‌ای ده‌جلدی از آثار چخوف را انتشارات توس به ترجمهٔ فارسیِ سروژ استپانیان و ناهید کاشی‌چی منتشر کرده است.
| تاریخ | نام               | مترجم                       | محل انتشار | نشریه یا ناشر   | داستان‌ها                 |
| ----- | ----------------- | --------------------------- | ---------- | --------------- | ------------------------ |
| ۱۳۱۰  | تمشک              | کاظم انصاری                 | تهران      | مطبوعاتی ناقوس  | تک داستان                |
| ؟     | موژیک‌ها           | کریم کشاورز                 | تهران      | آژیر            | تک داستان                |
| ۱۳۲۳  | دو حکایت فکاهی    | ؟                           | مشهد       | ؟               | تک داستان                |
| ۱۳۳۷  | کاشتانکا          | عبدالرحمن علوی              | تهران      | ؟               | تک داستان                |
| ۱۳۵۸  | نشان شیر و خورشید | کریم کشاورز                 | تهران      | کتاب جمعه       | تک داستان                |
| ...   |                   |                             |            |                 |                          |
| ۱۳۸۲  | به سلامتی خانم‌ها  | حمیدرضا آتش‌برآب - بابک شهاب | تهران      | آهنگ دیگر       | یک صد داستان و طنز کوتاه |
| ۱۳۸۴  | در جاده بزرگ      | -                           | بارسلون    | لیبردوبلکس-بابل | مجموعه نمایش‌نامه‌ها       |

## دربارهٔ چخوف و آثارش
| تاریخ | نام                | نویسنده               | مترجم                       | محل انتشار | ناشر      |
| ۱۳۵۰  | نگرشی بر آثار چخوف | ولادیمیر یرمیلوف      | ح. اسدپور پیرانفر           | تهران      | ؟         |
| ۱۳۵۲  | هنر وصف واقعیت     | سرگئی زالیگین         | ناصر مؤذن                   | ؟          | گوتنبرگ   |
| ...   |                    |                       |                             |            |           |
| ۱۳۸۲  | به یاد چخوف        | ایوان آلکسی‌یویچ بونین | حمیدرضا آتش‌برآب - بابک شهاب | تهران      | آهنگ دیگر |
| ----- | ------------------ | --------------------- | --------------------------- | ---------- | --------- |